# Reprezentacja Stanów Zjednoczonych w hokeju na lodzie kobiet
Reprezentacja Stanów Zjednoczonych w hokeju na lodzie kobiet – jedna z najlepszych drużyn świata w hokeju kobiecym. Obecnie znajduje się na pierwszym miejscu w rankingu IIHF. Występowała dotychczas we wszystkich edycjach Mistrzostw Świata oraz w trzech dotychczas rozegranych turniejach olimpijskich. W każdej z tych imprez zdobyła medal.
Kobieca reprezentacja Stanów Zjednoczonych w hokeju na lodzie jest jednym z najbardziej utytułowanych zespołów w tym sporcie. Pięciokrotnie zdobyły złote i dziesięciokrotnie srebrne medale mistrzostw świata. W igrzyskach olimpijskich zdobyły po jednym złotym, srebrnym i brązowym medalu. Zespół jest kontrolowany przez federację USA Hockey. W Stanach Zjednoczonych zarejestrowanych jest 59109 zawodniczek.
W 1998 roku olimpijska drużyna hokeistek została wybrana przez Amerykański Komitet Olimpijski drużyną roku w Stanach Zjednoczonych.

## Starty w Mistrzostwach Świata
- 1990 - 2. miejsce
- 1992 - 2. miejsce
- 1994 - 2. miejsce
- 1997 - 2. miejsce
- 1999 - 2. miejsce
- 2000 - 2. miejsce
- 2001 - 2. miejsce
- 2003 - mistrzostwa nie odbyły się
- 2004 - 2. miejsce
- 2005 - 1. miejsce
- 2007 - 2. miejsce
- 2008 -  1. miejsce
- 2009 - 1. miejsce
- 2011 - 1. miejsce
- 2012 - 2. miejsce
- 2013 - 1. miejsce

## Starty w Igrzyskach Olimpijskich
- 1998 - 1. miejsce
- 2002 - 2. miejsce
- 2006 - 3. miejsce
- 2010 - 2. miejsce